# Otiothops intortus
Espèce
Otiothops intortus est une espèce d'araignées aranéomorphes de la famille des Palpimanidae.

## Distribution
Cette espèce est endémique de la Trinité à Trinité-et-Tobago,.

## Description
Le mâle holotype mesure 6,80 mm et les femelles de 5,36 à 7,27 mm.

## Publication originale
- Platnick, 1975 : A revision of the palpimanid spiders of the new subfamily Otiothopinae (Araneae, Palpimanidae). American Museum Novitates, no 2562, p. 1-32 (texte intégral).